# Ridderorden in Kroatië
Kroatië was in de middeleeuwen een belangrijk hertogdom en later een koninkrijk onder Tomislav I van Kroatië. Het is niet bekend of de Kroatische heersers ridderorden kenden.
Na eeuwenlang door Turkije te zijn geregeerd en 23 jaar lang deel van het Koninkrijk Joegoslavië te zijn geweest werd in 1941 een nieuwe Kroatische staat uitgeroepen.

## Ridderorden van de Republiek Kroatië

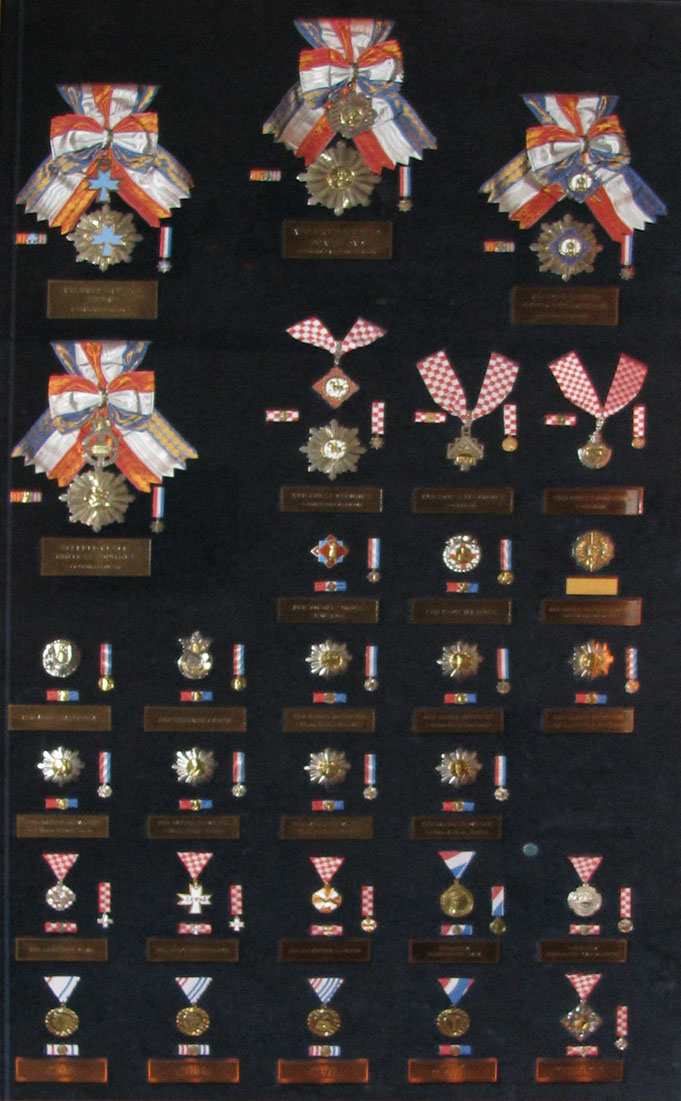

Bijna vijftig jaar na de val van het fascistische Kroatië werd een nieuwe republiek gesticht die zich op 25 juni 1991 als Republiek Kroatië losmaakte van Joegoslavië.
Kroatië verklaarde zich op onafhankelijk van de Joegoslavische federatie. De Kroatische regering viel terug op de rijke geschiedenis van het land en de ook al door de fascistische Onafhankelijke Staat Kroatië gebruikte vormen om ridderorden te benoemen en vorm te geven.
De hieronder genoemde orden zijn niet zoals het schijnt zestien verschillende instituten zoals de orden in andere staten. De Kroaten hebben iedere graad van wat in zekere zin een samenhangend systeem van onderscheidingen is een "orde"genoemd en deze orde, of beter gezegd graad, aan een bekende Kroaat gekoppeld. Zo is de Orde van Koning Tomislav een Grootkruis Bijzondere Klasse en de Orde van Ante Starčević vergelijkbaar met de graad van Officier in een andere orde.
Bijzonder is dat de meeste graden ook een ster dragen.
- De Orde van Koning Tomislav
- De Orde van Koningin Jelena
- De Orde van Koning Peter Krešimir IV
- De Orde van Koning Dmitar Zvonimir
- De Orde van Hertog Trpimir
- De Orde van Hertog Branimir
- De Orde van Hertog Domagoj
- De Orde van Nikola Šubić Zrinski
- De Orde van Ban Jelačić
- De Orde van Petar Zrinski en Fran Krsto Frankopan
- De Orde van Ante Starčević
- De Orde van Stjepan Radić
- De Orde van de Ster van Kroatië
- De Orde van het Kroatische Kruis
- De Orde van het Kroatische Drieblad
- De Orde van het Kroatische Geblokte Kruis

## Ridderorden van de Onafhankelijke Staat Kroatië
Deze "Onafhankelijke Staat Kroatië" was in de Tweede Wereldoorlog een door Dr. Ante Pavelić geregeerde fascistische satellietstaat van het Duitse Rijk. De Ustašabeweging vormde de regering en stelde een aantal onderscheidingen en ridderorden in waaronder
- De Militaire Orde van het IJzeren Drieblad
- De Orde van de Kroon van Koning Zvonimir
- De Orde van Verdienste